# Лемешов (село)
Лемешов (укр. Лемешів) — село в Гороховской городской общине Луцкого района Волынской области Украины.
До 2020 года входило в Гороховский район.
Население по переписи 2001 года составляет 513 человек. Занимает площадь 8,838 км².